# Eycheil
Eycheil är en kommun i departementet Ariège i regionen Occitanien i södra Frankrike. Kommunen ligger  i kantonen Saint-Girons som ligger i arrondissementet Saint-Girons. År 2022 hade Eycheil 530 invånare.

## Befolkningsutveckling
Antalet invånare i kommunen Eycheil
Referens: INSEE